# Ghazi III Giray
Ğazı ou Ghazi III Giray (né vers 1673, mort en 1709) est un khan de Crimée ayant régné de 1704 à 1707.

## Origine
Ğazı III Giray est le second fils de Sélim Ier Hadji Giray, né d'une mère européenne. Après avoir été nommé nureddin par son frère aîné Devlet II Giray, il complote contre lui et doit se réfugier à Andrinople avant d'être interné à Rhodes par les Ottomans. Lorsque son père retrouve le trône en décembre 1702, il devient son qalghan.

## Règne
Ğazı III Giray est nommé khan par les Ottomans en janvier 1704, avant la mort de son père à la fin de la même année. Il nomme immédiatement ses frères Qaplan qalghan et Maqsud nureddin. Malgré ses sympathies pour les chrétiens, il ne parvient pas à arrêter les pillages des bandes de Nogaïs d'Anapa, ce qui entraine des plaintes du gouvernement russe auprès de la Sublime Porte. Il est déposé dès avril 1707 en faveur de son frère puiné Qaplan Ier Giray.
Il meurt de la peste à l'âge de 36 ans, en juin 1709, à Jingïz Serai ou Karinabad, près d'Istanbul.